# Diplazium immensum
Diplazium immensum är en majbräkenväxtart som beskrevs av Robert G. Stolze.
Diplazium immensum ingår i släktet Diplazium och familjen Athyriaceae. Inga underarter finns listade i Catalogue of Life.